# レイク・ルーア (ノースカロライナ州)
レイク・ルーア(Lake Lure )はアメリカ合衆国ノースカロライナ州ラザフォード郡の町である。2008年の人口は1,012人。1927年に町として形成され、1965年に湖の名前から町名が名付けられた。

## 歴史
1902年、ルシアス・B・モーゼと兄弟のヒラムとアサエルはチムニー・ロック(現在のチムニー・ロック州立公園を含む)の周辺64エーカー (0.26 km2)の土地を5,000ドルで購入。後に買い足して総面積8,000エーカー (32 km2)となった。ルシアス・モーゼの妻エリザベスが湖(結果的に町も)に名前を付けた。
1925年、モーゼ一家はカロライナ・マウンテン電力会社を設立し、後に町名の由来となる湖の前身となるブロード川のダム建設に担保付きで資金を提供。1927年、ルーア湖の貯水池が完成。通常の水面積は約720エーカー (2.9 km2)で周囲の長さは約27マイル (43 km)。1928年、ダムによる発電が開始され、ブルー・リッジ電力会社、地元のデューク・エナジーの前身であるデューク・パワーに10年の契約で電力を販売を開始。
しかし、1929年の世界恐慌により展開を中止。抵当権所有者であるフィラデルフィアのストラウド社は湖とダムを抵当流れ処分。1965年までそれらの他にダムからの電力はストラウド社の所有となった。1963年、ノースカロライナ総会はストラウド社による独占を防ぐ目的でレイク・ルーアを町として公的に認可。1965年、ダム、電力会社、不動産は町所有となった。
ダムの使用目的は年中水位の調節が主になったが、現在もデューク・エナジーにより電力の供給が続けられている。
ルーア湖周辺は著名な映画のロケ地としても知られている。1996年のジャック・レモン、ジェームズ・ガーナー主演のコメディ『元大統領危機一発/プレジデント・クライシス』、ロッジでのダンス・シーンが撮影されたパトリック・スウェイジ主演の『ダーティ・ダンシング』など。また4州から100マイル (160 km)程度のこの地は観光、ピクニック、水上スキー、ボート、釣りや夏季を過ごすのに適している。
2006年の『HGTV Dream Home 』で当選者にレイク・ルーアの家具付き邸宅と車が与えられた。

## 人口動態
2000年の国勢調査によると、人口1,027人、495世帯、359家族が在住。人口密度は29.2/km2(75.6/mi2)。55.6/km2(144.1/mi2)の平均的な密度に1,957軒の住宅が建っている。この都市の人種的な構成は白人97.27%、アフリカン・アメリカン1.46%、ネイティブ・アメリカン0.19%、アジア0.29%、及び混血0.78%である。人口の0.10%はヒスパニックまたはラテン系である。
495世帯のうち、10.1%が18歳未満の子供と一緒に生活しており、68.1%は夫婦で生活している。3.2%は未婚の女性が世帯主であり、27.3%は結婚していない。22.4%は1人以上の独身の居住者が住んでおり、12.5%は65歳以上で独身である。1世帯の平均人数は2.07人であり、結婚している家庭の場合は、2.38人である。
人口の10.4%が18歳未満で、3.2%が18歳から24歳、14.1%が25歳から44歳、35.9%が45歳から64歳、36.3%が65歳以上である。平均年齢は59歳である。女性100人に対し、103.0人が男性である。18歳以上の女性100人に対し、102.6人が18歳以上の男性である。
この都市の世帯ごとの平均的な収入は38,417USドルであり、家族ごとの平均的な収入は45,833USドルである。男性は39,464USドルに対して女性は23,333USドルの平均的な収入がある。この都市の一人当たりの収入(per capita income) は23,459USドルである。人口の10.2%及び家族の4.9%は貧困線以下である。全人口のうち18歳未満の11.7%及び65歳以上の4.9%は貧困線以下の生活を送っている。

## 地理
北緯35度26分41秒 西経82度11分28秒 / 北緯35.444668度 西経82.191243度に位置している。アメリカ合衆国国勢調査局によると町の総面積は14.8平方マイル (38 km2)、そのうち土地は13.6平方マイル (35 km2)、全体の8.11%である1.2平方マイル (3.1 km2)は水域である。

## 著名な人物
- ヴェルダ・ウェルカム - レイク・ルーア生まれでメリーランド州の教育者であり政治家

## 文化
『ダーティ・ダンシング』、『ラスト・オブ・モヒカン』、『元大統領危機一発/プレジデント・クライシス』、『孤高の戦士』、『炎の少女チャーリー』などの映画のロケ地となった。テレビ番組の『HGTV Dream Home 』のロケ地でもある。またレイク・ルーアからガートン近辺のチムニー・ロックまでのヒッコリー・ナット峡谷の辺りは幽霊出没地とされている。最近では1927レイク・ルーア・イン・アンド・スパのリニューアル・セレモニーで10歳から12歳くらいの少年とみられる写真が撮影された。